# Tokui kata
Ne doit pas être confondu avec Shitei kata.
Le tokui kata (« kata favori ») est le kata choisi par le pratiquant comme son kata préféré, son kata de référence.

## Exemples
- Chinto, tokui kata de sensei Kazutaka Ōtsuka[2]
- Suparinpei, tokui kata de Atsuko Wakai, championne du monde de kata en 1998, 2000, 2002 et 2004
- Chatanyara no Kushanku, tokui kata de Rika Usami, championne du monde de kata en 2012 et de Kiyou Shimizu, championne du monde 2014 et 2016